# 奥千丈岳
奥千丈岳（おくせんじょうだけ）は、山梨県山梨市にある標高2,409.4mの山で、奥秩父の山域の主脈の一つである。
沢山とも呼ぶ。白檜平（しらべだいら）に車をとめて、国師岳（2,591m）へ登っていくと、途中にある山。ひとつの山の頂上という印象は薄く、稜線のひとつのこぶ状で、標がなければわからないほどのもの。樹林のため、頂上に展望はない。

## 周辺にある小屋
- 大弛小屋

## 隣接する山
- 北奥千丈岳
- 国師岳